# Austroterpna
Austroterpna är ett släkte av fjärilar. Austroterpna ingår i familjen mätare.
Kladogram enligt Catalogue of Life:
| Austroterpna | \| \| Austroterpna idiographa \| \| \| \| \| \| Austroterpna paratorna \| \| \| \| |
|              | \| \| Austroterpna idiographa \| \| \| \| \| \| Austroterpna paratorna \| \| \| \| |
|              | Austroterpna idiographa                                                            |
|              |                                                                                    |
|              | Austroterpna paratorna                                                             |
|              |                                                                                    |

## Bildgalleri

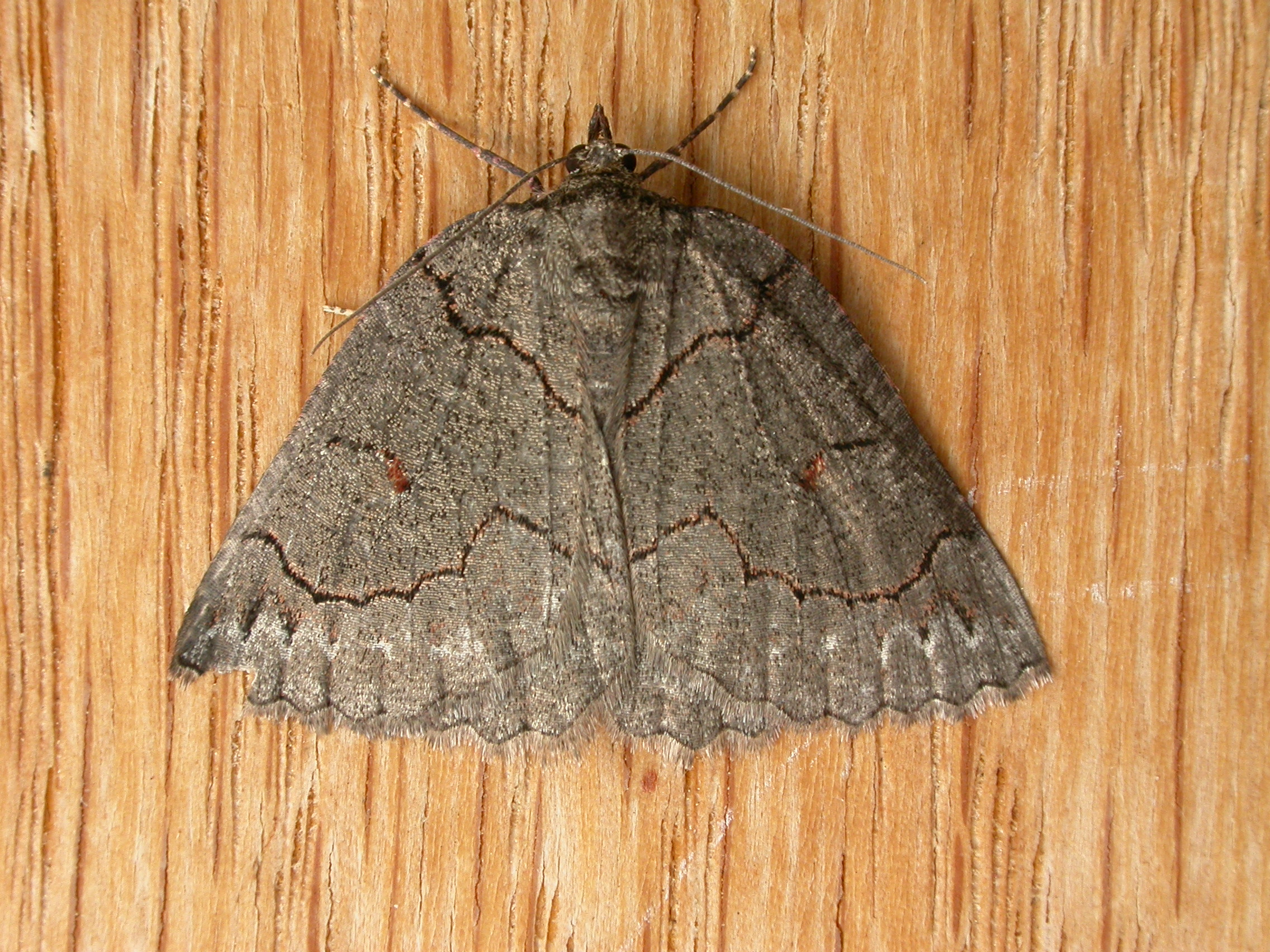
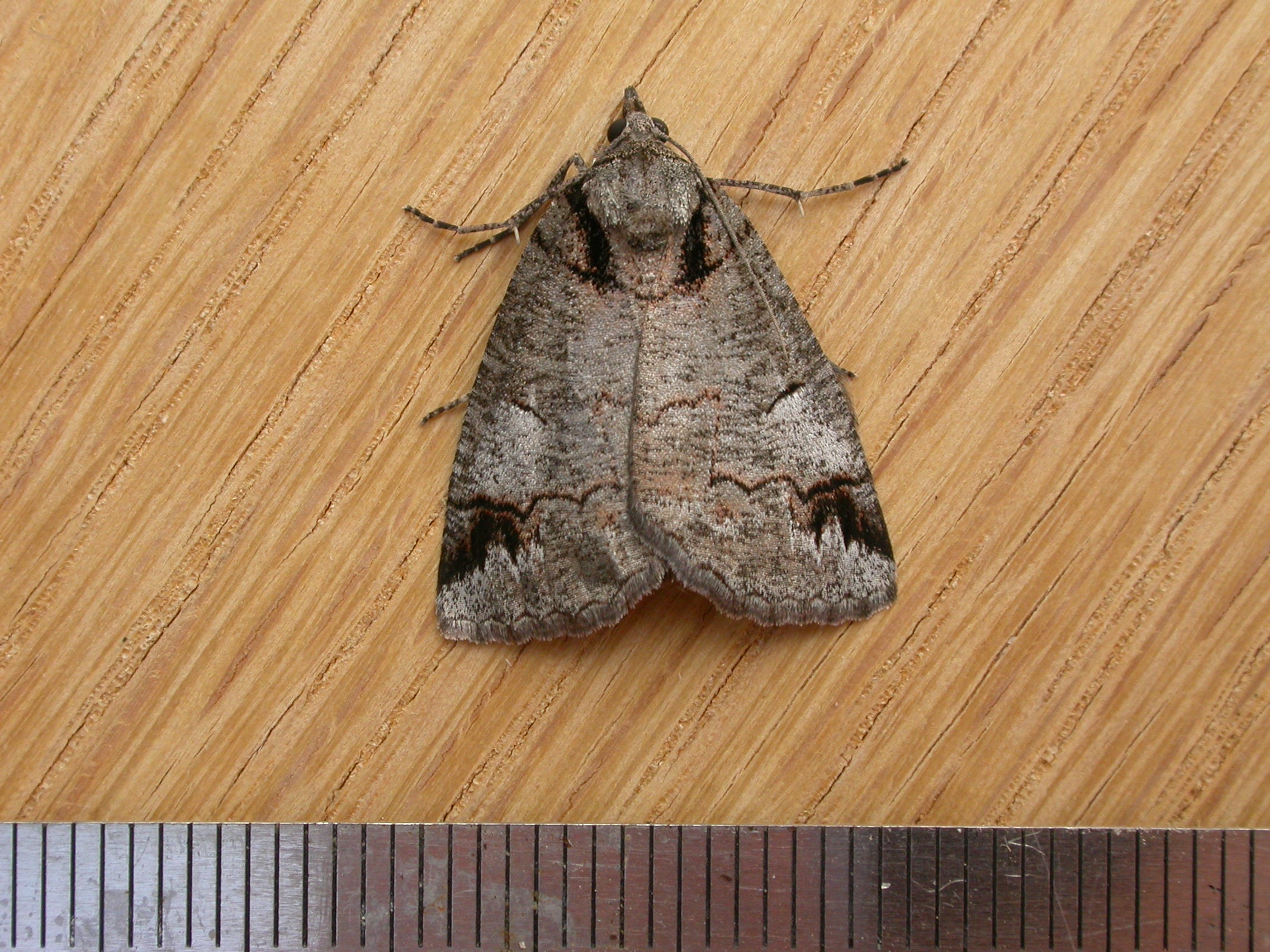
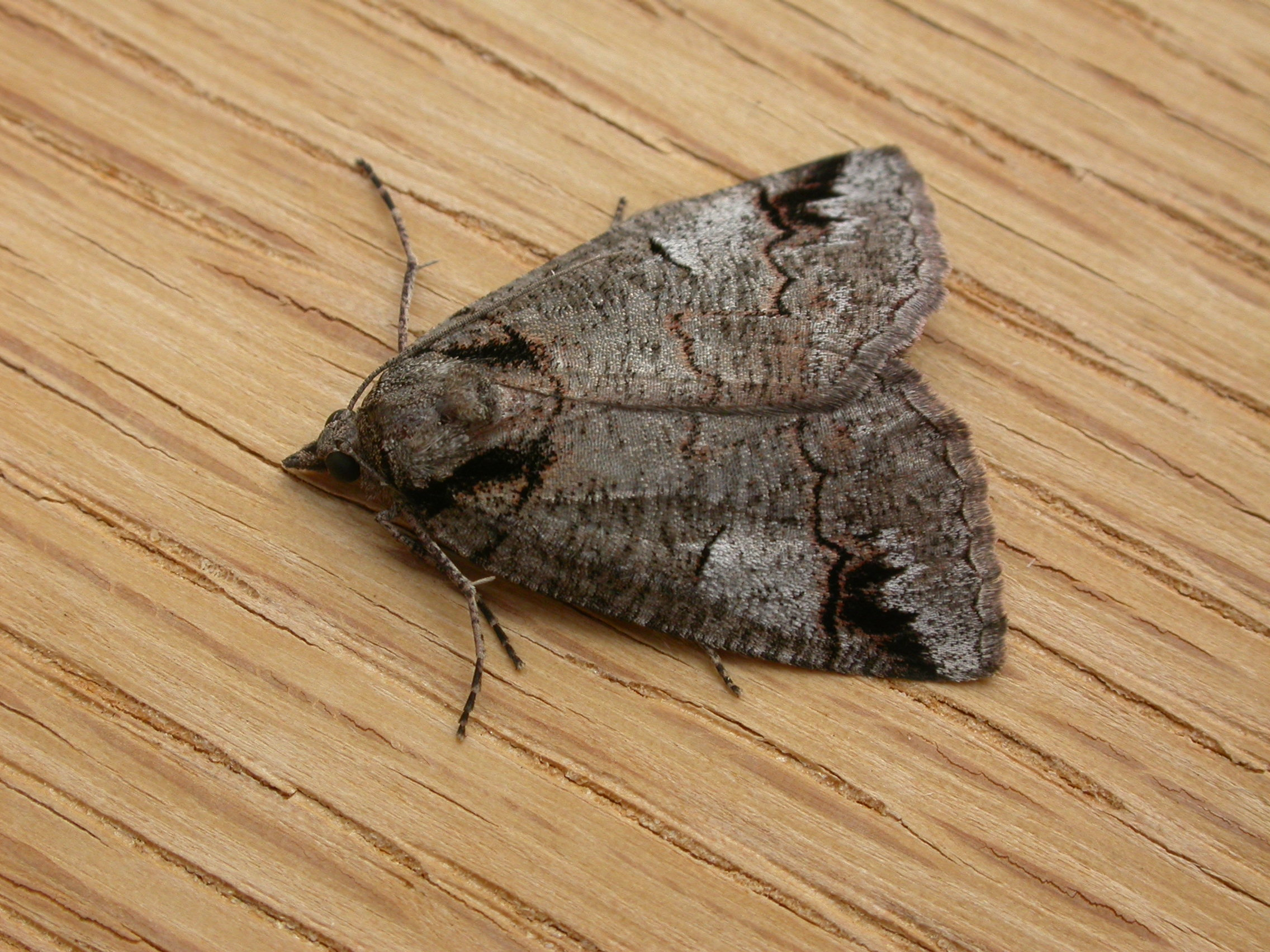
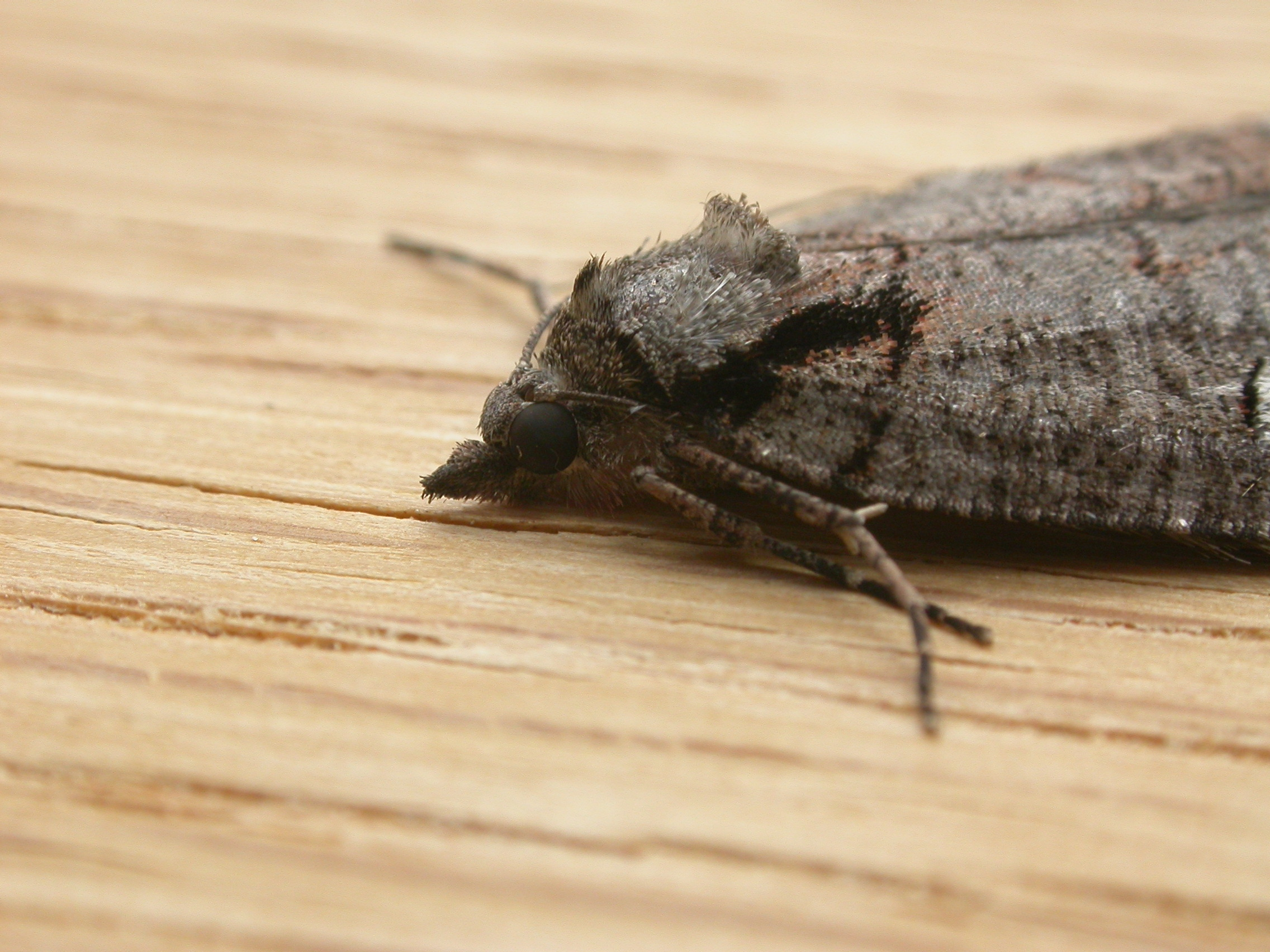
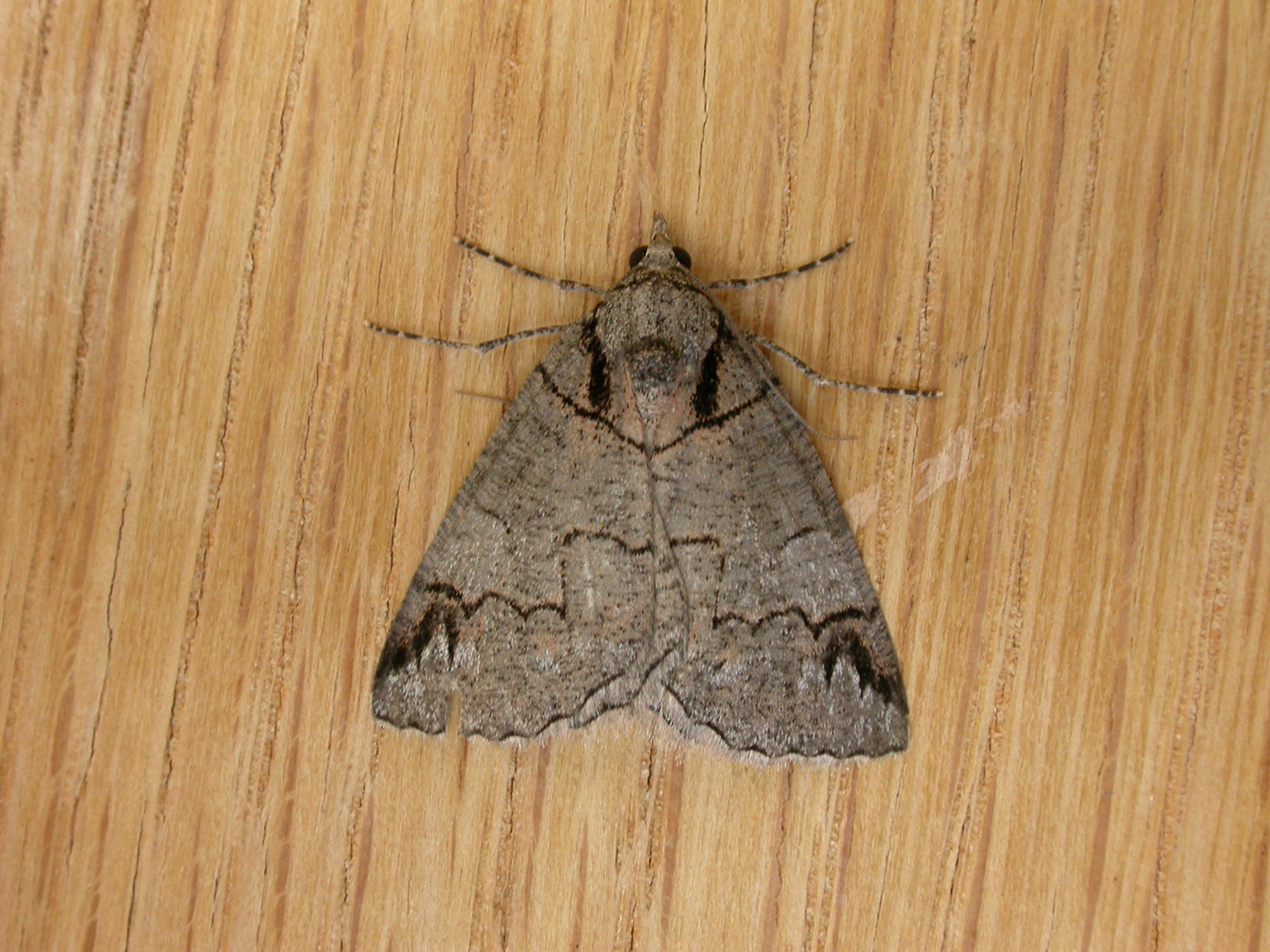
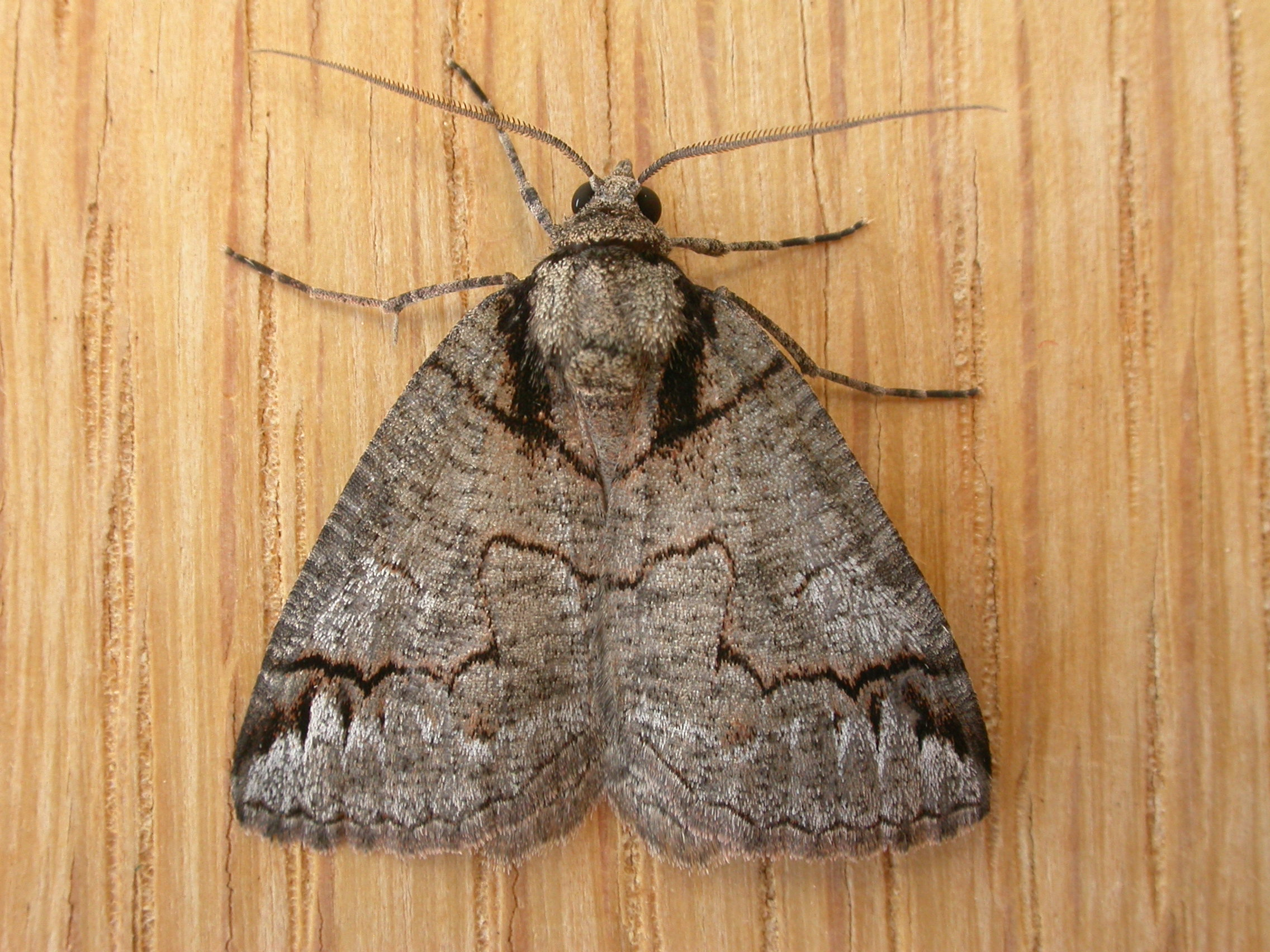